# Gumós susulyka
A gumós susulyka (Inocybe cookei) a susulykafélék családjába tartozó, Eurázsiában és Észak-Amerikában honos, lomb- és vegyes erdőkben élő, nem ehető gombafaj.

## Megjelenése
A gumós susulyka kalapja 2-4 cm széles, alakja fiatalon kúpos vagy harangszerű; később kiterül, de középen jól látható púp marad. Felülete sugarasan szálas, szélén hamar lekopó fehéres fátyolmaradványok lehetnek. Színe szalma- vagy olívsárgás.
Húsa fehéres majd szalmasárgás, spermaszagú. 
Lemezei felkanyarodók. Színük kezdetben fehéres, később halvány fahéjszínű. 
Tönkje 3-8 cm magas, 0,4-0,8 cm vastag. Alakja hengeres, a tövénél peremesen gumós. Színe fehéressárgás, alja fehéres.
Spórapora barna. Spórája bab alakú, sima, mérete 7,5-10 x 4,5-5,5 µm.

### Hasonló fajok
A kerti susulyka hasonlít hozzá, de tönkje nem gumós. 

## Elterjedése és termőhelye
Eurázsiában és Észak-Amerikában honos. Magyarországon nem gyakori. 
Lombos és vegyes erdőkben él. Júliustól októberig terem. 
Nem ehető és mérgező rokonaival összetéveszthető.